# Stazione di Borgonuovo
La stazione di Borgonuovo è una fermata ferroviaria posta sulla ferrovia Bologna-Pistoia. Serve la località di Borgonuovo, frazione del comune di Sasso Marconi, nella città metropolitana di Bologna.

## Storia
Il 28 ottobre 1927 venne attivato l'esercizio a trazione elettrica a corrente alternata trifase; la stazione venne convertita alla corrente continua il 13 maggio 1935.

## Movimento
Il servizio passeggeri è costituito dai treni della linea S1 (Porretta Terme-Bologna Centrale-Pianoro) del servizio ferroviario metropolitano di Bologna, che nella tratta compresa tra Marzabotto e Pianoro sono cadenzati alla mezz'ora.
I treni sono svolti da Trenitalia Tper nell'ambito del contratto di servizio stipulato con la regione Emilia-Romagna.
Al 2007, l'impianto risultava frequentato da un traffico giornaliero medio di circa 240 persone.
A novembre 2019, la stazione risultava frequentata da un traffico giornaliero medio di circa 649 persone (330 saliti + 319 discesi).

## Servizi
La stazione è classificata da RFI nella categoria bronze.